# ブレント・プリムス
ブレント・プリムス（Brent Primus、1985年4月12日 - ）は、アメリカ合衆国の男性総合格闘家。オレゴン州ユージーン出身。スポーツ・ラボ/チーム・オーヤマ/グレイシー・バッハ・ポートランド所属。元Bellator世界ライト級王者。

## 来歴
高校時代はサッカーを経験。卒業後はブラジリアン柔術を始め、6年で黒帯を取得した。2010年にプロ総合格闘技デビュー。ローカル団体で2試合連続の1R一本勝ちを収め、Bellatorと契約した。

### Bellator
2013年9月27日、Bellator初参戦となったBellator 101でスコット・トメッツと対戦し、リアネイキドチョークで1R一本勝ち。

#### Bellator世界王座獲得
2017年6月24日、Bellator NYCのBellator世界ライト級タイトルマッチで王者マイケル・チャンドラーに挑戦し、足首の負傷によるドクターストップで1RTKO勝ち。王座獲得に成功した。

#### 世界王座陥落
2018年12月14日、Bellator 212のBellator世界ライト級タイトルマッチで挑戦者マイケル・チャンドラーと再戦し、0-3の5R判定負け。王座から陥落した。
2019年5月4日、Bellator Birminghamでティム・ワイルドと対戦し、フットチョークで1R一本勝ち。なお、この試合は総合格闘技老舗サイトMMA Junkieの2019年5月サブミッション・オブ・ザ・マンスを受賞した。
2021年10月16日、Bellator 268でライト級ランキング3位のベン・ヘンダーソンと対戦し、3-0の判定勝ち。
2022年6月24日、Bellator 282でライト級ランキング8位のアレクサンドル・シャブリーと対戦し、右ストレートでダウンを奪われパウンドで2RKO負け。
2023年5月12日、Bellator 296のBellatorライト級ワールドグランプリ1回戦でライト級ランキング8位のマンスール・ベルナウイと対戦し、3-0の5R判定勝ち。グランプリ準決勝進出を果たした。
2023年10月7日、Bellator 300のBellatorライト級ワールドグランプリ準決勝として行われたBellator世界ライト級タイトルマッチで王者ウスマン・ヌルマゴメドフに挑戦し、0-3の5R判定負け。王座獲得に失敗した。その後、10月6日に実施された薬物検査で、ヌルマゴメドフから禁止薬物の陽性反応が検出されたことが発表され、カリフォルニア州アスレチック・コミッション（CSAC）はヌルマゴメドフに6カ月間の出場停止処分と5万ドルの罰金を科し、試合の裁定もノーコンテストに変更された。

## 戦績
| 総合格闘技 戦績 | 総合格闘技 戦績 | 総合格闘技 戦績 | 総合格闘技 戦績 | 総合格闘技 戦績 | 総合格闘技 戦績 | 総合格闘技 戦績 |
| --------------- | --------------- | --------------- | --------------- | --------------- | --------------- | --------------- |
| 22 試合         | (T)KO           | 一本            | 判定            | その他          | 引き分け        | 無効試合        |
| 16 勝           | 2               | 9               | 5               | 0               | 0               | 1               |
| 5 敗            | 2               | 0               | 3               | 0               | 0               | 1               |

| 勝敗 | 対戦相手                   | 試合結果                                       | 大会名 | 開催年月日     |
| ×    | アルフィー・デイヴィス     | 5分3R終了 判定0-3                              | PFL World Tournament 6: 2025 Semifinals 【2025年PFLライト級トーナメント準決勝】                                       | 2025年6月20日  |
| ○    | ヴィニシウス・センシ       | 3R 4:53 リアネイキドチョーク                   | PFL 2025 World Tournament 【2025年PFLライト級トーナメント1回戦】                                                      | 2025年4月18日  |
| ×    | ガジ・ラバダノフ           | 3R 2:31 KO（左フック&右ストレート→パウンド）   | PFL 10 【2024年PFLライト級トーナメント決勝】                                                                          | 2024年11月29日 |
| ○    | クレイ・コラード           | 5分3R終了 判定3-0                              | PFL 8 【2024年PFLライト級トーナメント準決勝】                                                                         | 2024年8月21日  |
| ○    | ソロモン・レンフロ         | 3R 3:21 リアネイキドチョーク                   | PFL 5 【2024年PFLライト級トーナメント・レギュラーシーズン2回戦】                                                      | 2024年6月21日  |
| ○    | ブルーノ・ミランダ         | 2R 1:49 リアネイキドチョーク                   | PFL 2 【2024年PFLライト級トーナメント・レギュラーシーズン1回戦】                                                      | 2024年4月12日  |
| -    | ウスマン・ヌルマゴメドフ   | ノーコンテスト（ヌルマゴメドフの薬物検査失格） | Bellator 300: Nurmagomedov vs. Primus 【Bellator世界ライト級タイトルマッチ/Bellatorライト級ワールドグランプリ準決勝】 | 2023年10月7日  |
| ○    | マンスール・ベルナウイ     | 5分5R終了 判定3-0                              | Bellator 296: Mousasi vs. Edwards 【Bellatorライト級ワールドグランプリ1回戦】                                         | 2023年5月12日  |
| ×    | アレクサンドル・シャブリー | 2R 1:22 KO（右ストレート→パウンド）            | Bellator 282 | 2022年6月24日  |
| ○    | ベン・ヘンダーソン         | 5分3R終了 判定3-0                              | Bellator 268 | 2021年10月16日 |
| ×    | イスラム・マメドフ         | 5分3R終了 判定1-2                              | Bellator 263 | 2021年7月31日  |
| ○    | クリス・バンガード         | 1R 1:55 ネッククランク                         | Bellator 240 | 2020年2月22日  |
| ○    | ティム・ワイルド           | 1R 1:20 フットチョーク                         | Bellator Birmingham: Primus vs. Wilde                                                                                 | 2019年5月4日   |
| ×    | マイケル・チャンドラー     | 5分5R終了 判定0-3                              | Bellator 212: Primus vs. Chandler 2 【Bellator世界ライト級タイトルマッチ】                                            | 2018年12月14日 |
| ○    | マイケル・チャンドラー     | 1R 2:22 TKO（足首の負傷）                      | Bellator NYC: Sonnen vs. Silva 【Bellator世界ライト級タイトルマッチ】                                                 | 2017年6月24日  |
| ○    | グレリストーン・サントス   | 5分3R終了 判定2-1                              | Bellator 153: Koreshkov vs. Henderson                                                                                 | 2016年4月22日  |
| ○    | デレク・アンダーソン       | 5分3R終了 判定2-1                              | Bellator 141: Guillard vs. Girtz                                                                                      | 2015年8月28日  |
| ○    | クリス・ジョーンズ         | 1R 1:45 TKO（パウンド）                        | Bellator 111 | 2014年3月7日   |
| ○    | ブレット・グラス           | 1R 3:20 リアネイキドチョーク                   | Bellator 109 | 2013年11月22日 |
| ○    | スコット・トメッツ         | 1R 3:48 リアネイキドチョーク                   | Bellator 101 | 2013年9月27日  |
| ○    | ロイ・ブラッドショー       | 1R 1:42 リアネイキドチョーク                   | Midtown Productions: Midtown Throwdown 4                                                                              | 2012年5月12日  |
| ○    | クリス・エンスリー         | 1R 1:05 リアネイキドチョーク                   | BKP: Springfield Throwdown 1                                                                                          | 2010年9月24日  |

## 獲得タイトル
- 第6代Bellator世界ライト級王座（2017年）

## 表彰
- ブラジリアン柔術（黒帯）
- MMA Junkie
  - 2019年5月サブミッション・オブ・ザ・マンス（ティム・ワイルド戦）